# Xantoproteinprovet
Med xantoproteinprovet kan man påvisa proteiner. Provet genomförs genom att det prov som misstänks innehålla proteiner hälls i ett provrör tillsammans ungefär lika mycket salpetersyra. Därefter upphettas provröret i en bägare med hett vatten, det blir då gult.
Det som händer är att nitratjoner (NO3-) reagerar med proteinet. Nitrat och aminogrupper (H2N) i proteinet bildar ett gult komplex.